# Joachim Diederichs (Journalist)
Joachim Diederichs (* 17. November 1924 in Berlin; † 21. September 2010 ebenda) war ein deutscher Fotojournalist.

## Leben und Wirken
Seit April 1936 leidenschaftlich fotografierend, machte sich Joachim Diederichs ab 1947 als freiberuflich tätiger Bildjournalist rasch einen Namen und zählte vor allem in den 1950er und 1960er Jahren zu den führenden Vertretern der Reportagefotografie in Berlin. Neben dem Bildbericht über das aktuelle Tagesgeschehen schuf Diederichs in dieser Zeit regelmäßig Fotoserien – oft mit Textbeiträgen – zu unterschiedlichsten Themen für Zeitschriften wie sie, Radio-Revue (die Radio-Programmzeitschrift im Ullstein-Verlag für den Westberliner Sender RIAS), Brigitte oder für Tageszeitungen wie die Berliner Morgenpost und die B.Z. Einen Schwerpunkt seiner Arbeit bildete die Fotoreportage aktueller politischer Ereignisse, Kundgebungen und Demonstrationen. Von Juli bis November 1950 war Diederichs für 99 Tage beim SSD  in Mahlow inhaftet, weil er versucht hatte, eine Bildreportage über das Niemandsland am Bahnhof Düppel zu machen. Unter seinen zahlreichen Aufnahmen von Politikern wie Ernst Reuter, Konrad Adenauer, John F. Kennedy oder Willy Brandt zählt sein Porträt einer „stillen Unterhaltung“ zwischen Theodor Heuss und dem ehemaligen Reichsminister Rudolf Wissell zu den meistgedruckten Aufnahmen. Joachim Diederichs begleitete von 1954 bis 1990 fotografisch u. a. die Arbeit des Deutschen Gewerkschaftsbunds (DGB), Landesbezirk Berlin, und der Deutschen Angestellten-Gewerkschaft (DAG). Sehr bekannt wurden seine Fotos einer Maikundgebung, die er von erhöhtem Standpunkt nach Abschluss der Reden von den auf ihn zulaufenden Menschenmassen schoss.
Diederichs arbeitete auch im Bereich der Werbefotografie und war lange Zeit einer der Hausfotografen für AEG, Telefunken und Philips. Gleichzeitig bebilderte er aber auch beispielsweise regelmäßig die Prospekte der Kurdirektion der Nordseeinsel Helgoland. Joachim Diederichs fotografierte die prominenten Gäste während der ersten Jahre der Internationalen Filmfestspiele Berlin ebenso wie 1955 bis 1957 die Bauzustände der einzelnen Neubauten der Interbau im Berliner Hansaviertel. Ab 1951 war er vier Jahrzehnte lang auch für die Berliner Ausstellungen, seit 1970 AMK Berlin – Ausstellungs-, Messe-, Kongreß-GmbH (seit 1992: Messe Berlin) tätig. Hier dokumentierte er laufend fast alle Ausstellungen und Messen wie die Deutsche Industrie-Ausstellung, die Grüne Woche, die Internationale Funkausstellung Berlin, Wassersport und Wochenend und nachfolgende Boots- und Freizeitausstellungen, die Modemesse Interchic und viele andere. Von 1975 bis 2003 war er auch laufend für die IHK Berlin tätig. Joachim Diederichs arbeitete seit der Nachkriegszeit vor allem mit Mittelformatkameras wie der Hasselblad.

## Verbandsarbeit
Seit dem 1. November 1948 war Joachim Diederichs Mitglied des damaligen Presseverbandes Berlin. In dessen 1949 in Berlin gegründeter Nachfolgeorganisation, dem Deutschen Journalisten-Verband (DJV), gehörte er im Landesverband Berlin u. a. 1966–1974 dem Aufnahmeausschuss und 1981–1995 als Beisitzer dem Vorstand an. 1982–1992 war er zudem der Vorsitzende des Fachausschusses Bild (jetzt: FA Fotojournalismus). „In dieser Zeit vereinbarte Joachim Diederichs nicht nur einen Honorartarifvertrag mit der Messe Berlin für Pressefotografen, sondern auch mit dem Presseamt des Landes Berlin für die Nutzungsrechte von Pressefotos und beendete damit die Ausnutzung der Pressefotografen durch eine bis dahin willkürliche Festsetzung der Nutzungsrechte durch Einrichtungen des Landes Berlin. Energisch setzte er sich auch für die Rechte seiner Fotokollegen gegenüber den Polizeibehörden ein und scheute keinen Streit mit dem Polizeipräsidenten, wenn es um die Behinderungen der Bildberichterstattung durch Polizeibeamte ging.“ Über mehrere Jahrzehnte war Joachim Diederichs zudem Delegierter der Berliner Journalisten auf den Verbandstagen des DJV. Bis zu seinem Tod gehörte er dem Ehrengericht des DJV Berlin an.

## Ehrungen
- Am 18. Januar 1981 wurde Joachim Diederichs mit dem Bundesverdienstkreuz am Bande ausgezeichnet.
- Joachim Diederichs war Ehrenmitglied des Deutschen Journalisten-Verbands, Landesverband Berlin.

## Film über Joachim Diederichs
- Ein Job mit 100 Sachen. Die Arbeit des Berliner Bildjournalisten Joachim Diederichs. WDR Fernsehen, Regie: Klaus Plümecke, Produktion 444381, Erstausstrahlung: 11. November 1966.